# Hitta Nemo (datorspel)
Finding Nemo är ett actionäventyr datorspel som utvecklats av Traveller's Tales och Vicarious Visions. Spelet är baserat på filmen med samma namn av Walt Disney Company och Pixar. Game Boy Advance-versionen släpptes också på en Twin Pack-kassetT bunden med Monsters, Inc. 2005. Detta spel utvecklades för GameCube, PlayStation 2 och Xbox.